# Carlos XII de Suecia
Carlos XII (17 de junio de 1682-30 de noviembre de 1718), llamado Carolus Rex y el Alejandro del Norte. Hijo de Carlos XI de Suecia y Ulrica Leonor de Dinamarca. Se le considera el último rey guerrero de Suecia, y probablemente haya sido uno de los mejores tácticos en la historia de la guerra. Fue rey de Suecia (1697-1718), Duque de Bremen y Príncipe de Verden (1697-1718) y conde del Palatinado-Zweibrücken (1697-1718) como Carlos II.
Participó durante casi todo su reinado en la Gran Guerra del Norte, combatiendo a las fuerzas unidas de Dinamarca, Sajonia, Polonia y el Imperio ruso. Su victoria más conocida fue la batalla de Narva, en 1700, donde venció a un ejército ruso varias veces mayor.
Históricamente, se le disculpa de la derrota de la batalla de Poltava por encontrarse herido en un pie, y no haberse encontrado en condiciones de dirigir a sus tropas en persona. Acerca de su vida privada se sabe muy poco, solo que era una persona reservada, no llegando a contraer matrimonio y falleciendo sin hijos. Su vida política se reflejó, a grandes rasgos, en sus campañas y en sus decisiones durante la Gran Guerra del Norte.

## Infancia
Nació en el castillo Tres Coronas en Estocolmo. El segundo de los siete hijos de Carlos XI, de los cuales solo sobrevivieron tres: Eduviges Sofía, Carlos y Ulrica Leonor. La primera infancia la pasó en compañía de su madre y de sus hermanas. Cumplidos los seis años, su padre decidió que ya era hora de iniciar una vida independiente, y le asignó una sección del palacio como vivienda, con su propia corte y sirvientes.

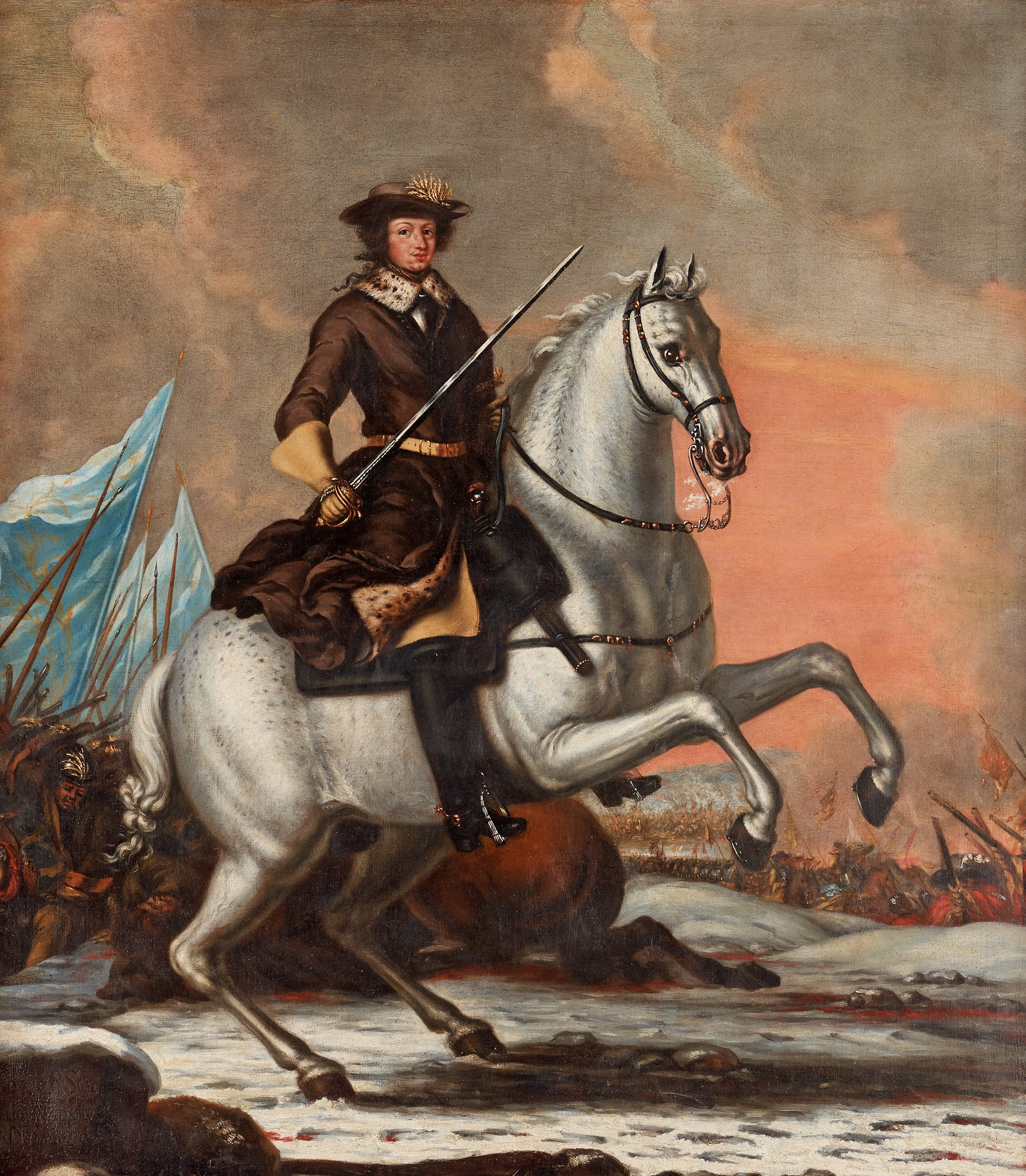
Carlos XI de Suecia. Obra de David Klöcker Ehrenstrahl

Su educación fue esmerada, demostrando su talento sobre todo en matemáticas y los temas militares, aprendió también historia, filosofía, tecnología militar, geografía, literatura además de francés, alemán, inglés, latín y griego. A medida que creció demostró un carácter autoritario mezclado con cierta tozudez y un enorme orgullo no sin muestras de humildad y autosacrificio. Carlos XI decidió que había que preparar al futuro rey, así que empezó a introducirle en sus deberes reales acompañando a su padre en visitas por el reino, cacerías y paradas militares. Carlos XII destacó en sus dotes militares, demostrando ser un buen espadachín, tirador y un consumado jinete, tanto así que a los 9 años mató a su primer ciervo y a los 13 mató a un jabalí con nada más que un cuchillo.

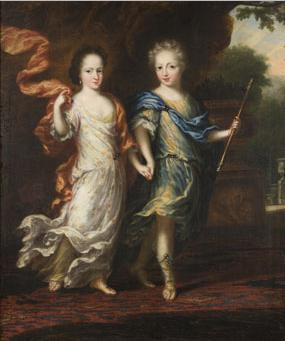
Carlos XII de Suecia y su hermana Eduviges Sofía en su niñez.

En 1690 enfermó su madre y su salud fue empeorando. El 26 de julio de 1693 moriría la joven reina a los 36 años, dejando huérfano a Carlos cumplidos los 11 años. Su muerte afectó profundamente al rey Carlos XI, afectando también su salud.
En 1696 el rey comenzó a sufrir de dolor en el vientre que fue empeorando a pesar de todos los cuidados.
El 2 de abril de 1697 yaciendo el rey en su lecho de muerte, se despidió de los miembros del Consejo del reino y de su corte. Al día siguiente hizo llamar a sus hijos para despedirse de ellos.
Carlos se despidió de su padre a solas, en una reunión que duró dos horas. Trascendió que Carlos XI aconsejó a su hijo a no dejarse arrastrar a guerra alguna, pero si no tenía opción, debería asumirla con todo vigor y resolución. También le aconsejó no casarse con alguien de otra religión, y cuidar y velar por sus hermanas. El 5 de abril falleció el rey Carlos XI a los 41 años de edad.
Carlos había perdido a los 14 años de edad, a su padre y a su madre.

## Regencia y coronación
Carlos XI estableció en su testamento que un gobierno de regencia debería asumir el poder real hasta la mayoría de edad del príncipe Carlos. El consejo de regencia quedó conformado por la reina madre Ulrica Leonor y 5 consejeros reales. A la muerte de su padre, Carlos contaba con 14 años, y según la costumbre, la mayoría de edad se alcanzaba a los 18 años. Sin embargo sus antecesores más próximos, incluso su padre, habían asumido la corona antes de esa edad.
El consejo de regencia estimó que el príncipe mostraba ya la madurez necesaria para asumir el poder real y comenzó a sondear la opinión entre los representantes de los súbditos del reino, para declararlo mayor de edad, y de esta forma ser coronado rey.
La nobleza aceptó la posibilidad, la plebe también. Solo entre el clero hubo alguna resistencia, ya que lo consideraban demasiado joven todavía. Se decidió convocar al Parlamento para el 3 de noviembre de 1697.
La aceptación de la nobleza y la plebe tenía motivos políticos; ya que la nobleza mediante el apoyo a la petición de la corona, aspiraba a una posibilidad de restitución de tierras, tierras requisadas por Carlos XI para afianzar económicamente su reinado; y para la plebe, la coronación de Carlos significaba el establecimiento de un poder neutralizador de las aspiraciones de la nobleza.
El príncipe comenzó a asistir a las reuniones del consejo de regencia, manteniendo una actitud atenta, pero distante. Cuando se le consultaba su parecer y él estaba de acuerdo, lo expresaba terminantemente, en caso contrario prefería guardar un cerrado silencio, neutralizando de esta manera la consulta, ya que al no saber su parecer, el resto de los miembros de consejo no se atrevían a decidir.

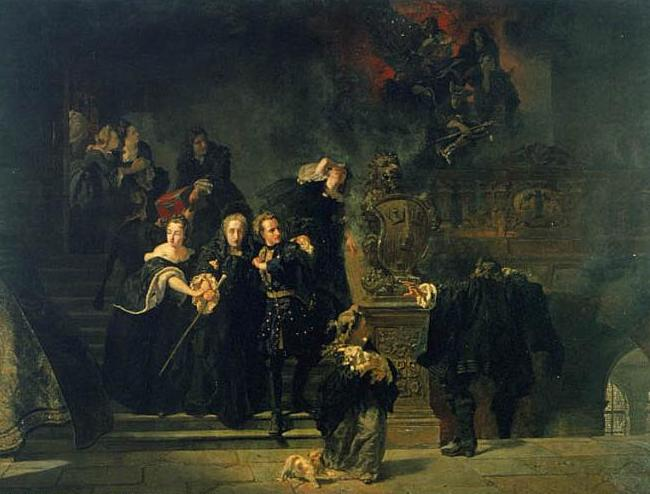
Incendio del Castillo de las Tres Coronas Obra de Johan Fredrik Höckert

El núcleo familiar se mantenía unido y Ulrica Leonor se ocupaba del bienestar hogareño. Sin embargo un grave incidente vino a turbar la paz. El 7 de mayo de 1697, por un descuido del personal palaciego, estalló un incendio en el castillo Tres Coronas, y la familia tuvo que abandonar el palacio apresuradamente y refugiarse en la residencia del consejero Bengt Oxenstierna. El pueblo estocolmés pronto se agrupó para socorrer, o solo a observar la catástrofe. Unos meses después la familia se trasladaría a una nueva y moderna residencia, el palacio Wrangel, que cambiaría su nombre a Kunghuset.
Para resolver la situación política, la nobleza tomó la iniciativa, y el 8 de noviembre envió un par de representantes a palacio, a solicitarle al príncipe que aceptara la corona de Suecia.
Informados de antemano, allí los esperaban la reina madre, Carlos y los cinco consejeros. Una vez expresada la solicitud, el príncipe respondió que agradecía la confianza puesta en su persona y aceptaba. El siguiente paso fue reunirse con representantes de los otros tres estamentos político-sociales de Suecia: clero, ciudadano y agrario; ya que se consideraba importante entregarle al nuevo soberano un amplio respaldo político. Los respectivos representantes hicieron acto de presencia en el palacio y le reiteraron a su vez la petición. Carlos aceptó nuevamente y luego se retiró a rezar. Todo el procedimiento había tomado solo 12 horas.
El extinto rey Carlos XI fue enterrado el 24 de noviembre y tres días más tarde el Consejo de regencia terminó oficialmente sus funciones, asumiendo el joven príncipe el trono de Suecia. El 29 de noviembre el nuevo soberano disolvió el Parlamento.
La coronación se realizó el 14 de diciembre de 1697 en la Catedral de San Nicolás de Estocolmo.
Carlos rompió dos importantes tradiciones ese día. La primera fue obviar el juramento de fidelidad mutua entre el rey y sus vasallos (konungaförsäkran), y la segunda fue coronarse a sí mismo, sin la intervención de otros. Estas dos manifestaciones dejaron claro ante todos, que él se consideraba un monarca absoluto, pasando a ser el único rey de Suecia que reinaría como tal.
El adolescente rey Carlos XII manifestó también que no habría lugar para consejeros a su lado, y que no restituiría tierras a la nobleza. La oposición del clero la resolvió arrestando al pastor de la ciudad de Mora, Jacob Boëthius, -que había enviado cartas a algunas autoridades, en las cuales manifestaba su disconformidad con la monarquía absoluta del rey- para luego juzgarlo por traición y condenarlo a muerte. La pena fue conmutada posteriormente y el religioso pasó los siguientes 10 años en arresto, en la fortaleza de Nöteberg, en la Carelia. No hubo más críticas al rey de ninguna parte.

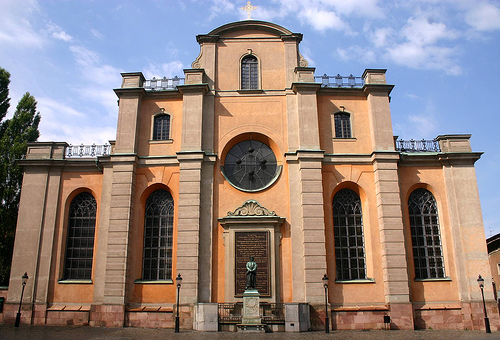
Catedral de San Nicolás de Estocolmo

## Su reino
En su coronación, Carlos XII asumió como Rey de los Suecos, los Godos y los Vendos. Gran Duque de Finlandia. Duque de Escania, Estonia, Livonia, Carelia, Bremen, Stettin, Pomerania, Kassuben y Verden. Príncipe de Rugen. Señor de Ingria y Wismar. Conde de Zweibrucken, Conde Palatino del Rin en Baviera, Duque de Jülich, Kleve y Berg. Conde de Wälden, Sponheim y Ravensberg, y Señor de Ravenstein.
Todos estos títulos reflejaban el enorme imperio que había heredado de su padre. Imperio construido principalmente a través de conquistas militares iniciadas por Gustavo II Adolfo en la Guerra de los Treinta Años y confirmadas en el Tratado de Paz de Westfalia; seguidas de las logradas por su abuelo Carlos X Gustavo, en el Tratado de Roskilde y por su padre Carlos XI en la Guerra Escanesa.
En el Mar Báltico, solo Polonia, el Ducado de Curlandia, el Ducado de Lituania -ambos ducados dominados por Polonia- y el Ducado de Prusia tenían acceso a las vías marítimas.

## Poder militar
Su poder militar se sustentaba en el ejército

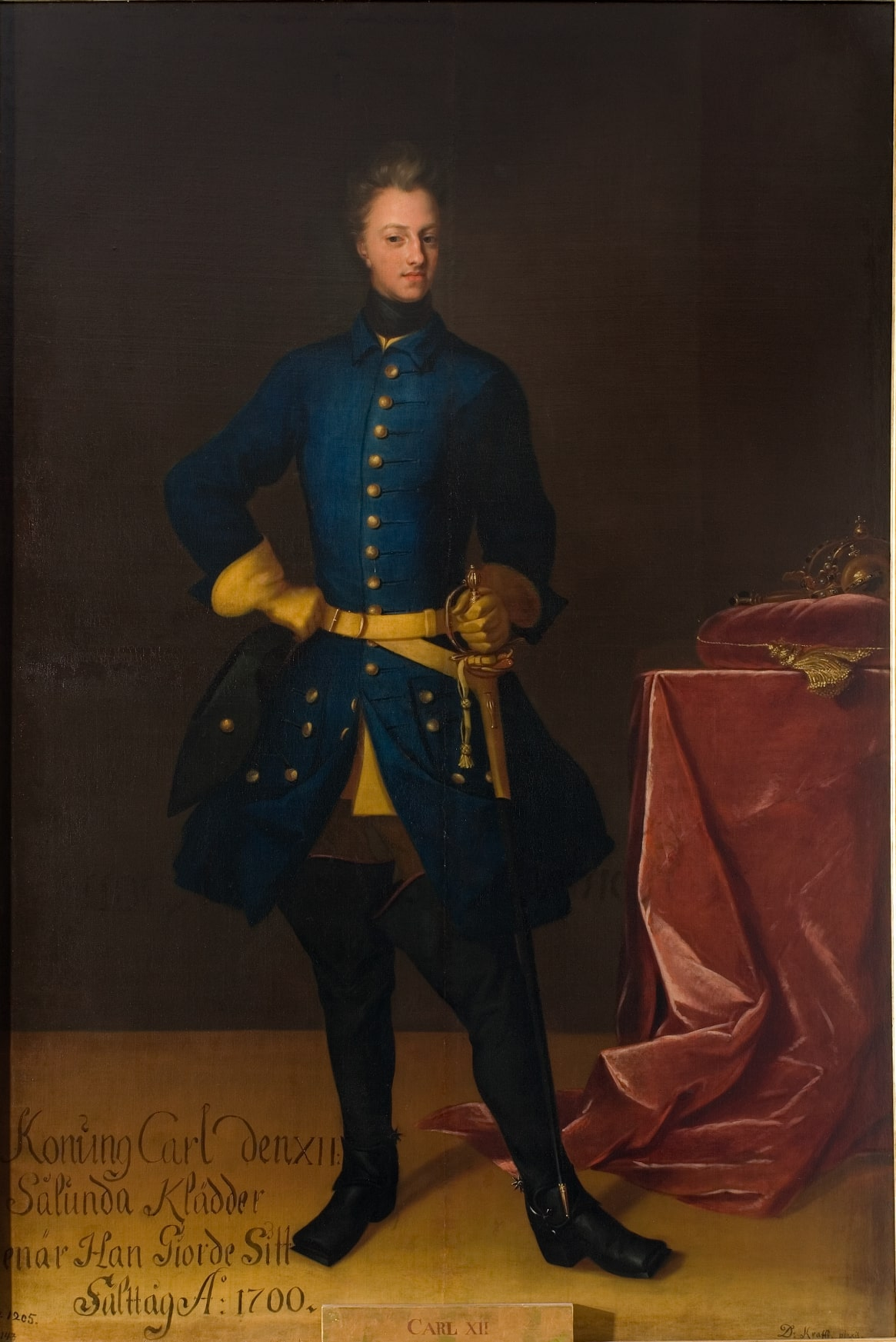
Carlos XII, retrato por David von Krafft, 1700.

### Los Carolinos
Después de la Batalla de Lund, el 4 de diciembre de 1676, una de las más sangrientas de la época, el rey Carlos XI, padre de Carlos XII, comprendió la importancia de contar con un ejército bien organizado, y puso mucho empeño en desarrollarlo, pasando gran parte de su tiempo organizándolo, y participando en revistas y maniobras.
La reorganización comenzó con la aplicación de un nuevo sistema llamado de enrolamiento o alistamiento (indelning), que a diferencia del sistema de reclutamiento, permitía contar con regimientos permanentes, entrenados regularmente, muy disciplinados, organizados para responder rápidamente ante un ataque o emergencia, y muy homogéneos en cuanto a idioma y origen local –a diferencia del resto de Europa. Cada regimiento contaba con batallones de caballería y artillería.

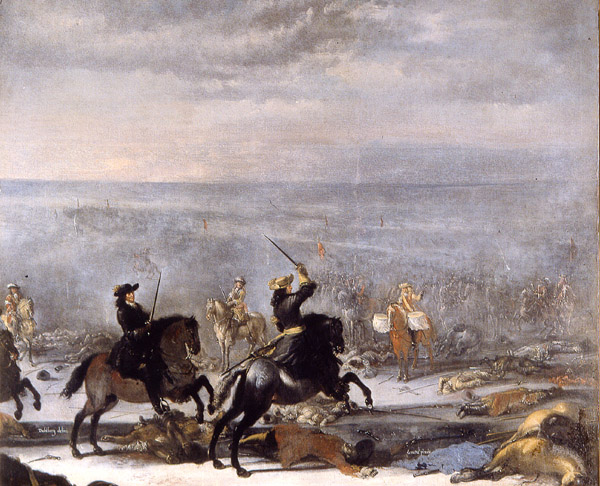
Batalla de Lund. Obra de Johan Philip Lemke

La construcción de la base naval de Karlskrona en 1680, dotó al reino de un recurso muy importante para mantener el control del Mar Báltico. Sin embargo, los poderes navales de Dinamarca, Holanda y Gran Bretaña lo superaban ampliamente, tanto por el tonelaje de sus naves de guerra, como por su cantidad.
La oficialidad estaba compuesta por militares profesionales que habían estudiado o perfeccionado su carrera militar en otros países, principalmente Francia. Otros oficiales provenían de las posesiones suecas en Alemania.
También existía una cantidad de oficiales de distintas nacionalidades (franceses, británicos y otros) que habían servido en ejércitos de otros países, y participado en distintas guerras europeas, quienes actuaban bajo contrato. Suecia contaba también con destacados ingenieros militares, especializados en fortificaciones.
Por haber sido creados por Carlos XI y participado en la Gran Guerra del Norte bajo el mando de Carlos XII, los alistados recibieron el nombre de Carolinos.

## La guerra
La Gran Guerra del Norte comenzó en febrero de 1700, cuando un ejército compuesto por tropas polacas y sajonas intentaron apoderarse de la ciudad de Riga en Livonia, sin lograrlo a pesar de su superioridad numérica. El 20 de marzo del mismo año, Federico IV de Dinamarca ordenó la invasión por tropas del reino de Dinamarca-Noruega, del ducado de Holstein-Gottorp, gobernado por Federico IV de Holstein-Gottorp, cuñado del rey Carlos XII, casado con su hermana Eduviges Sofía. El principado, situado en la frontera sur de Dinamarca, era un aliado de Suecia y considerado como una amenaza por los daneses.
El bautizo de fuego
Carlos XII decidió entonces reaccionar militarmente y planificó un ataque contra Dinamarca. Concentró tropas suecas en la frontera sur de Dinamarca, en Escania y en la frontera con Noruega.
Embarcándose personalmente en Landskrona con cuatro batallones de infantería, cruzó el Öresund en un convoy y luego de hacer una maniobra táctica evasiva, viró hacia el norte donde ancló frente a pueblo de Humlebaeck, ubicado a unos 40 km al norte de Copenhague, a las 18:00 del 25 de julio. Inmediatamente se realizó un desembarco anfibio.

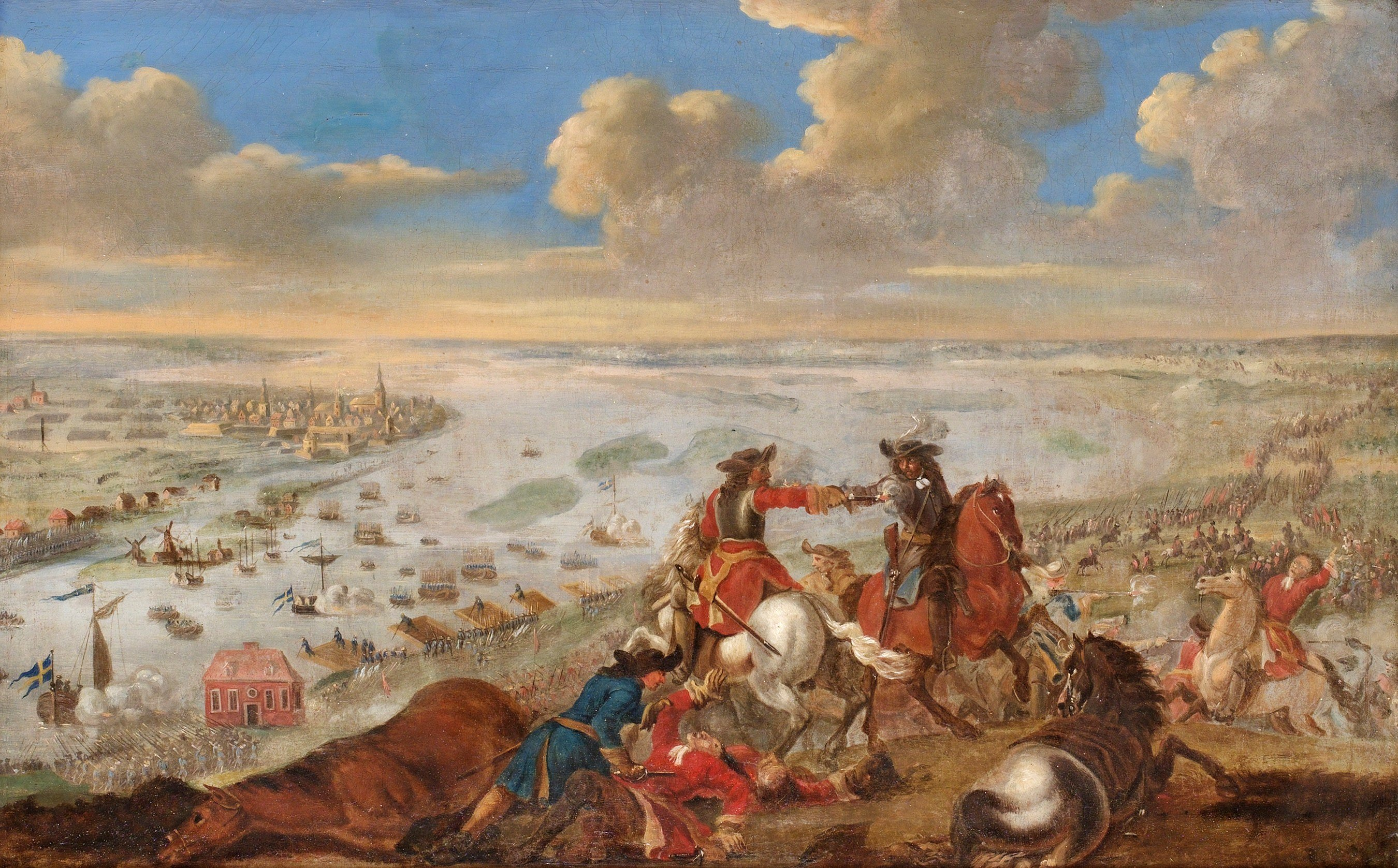
Tropas suecas realizando un desembarco. Obra de Johan Philip Lemke.

El desembarco no estuvo exento de dramatismo, ya que el impaciente rey sueco saltó al agua espada en mano antes de llegar a la playa, en la primera oleada junto a sus oficiales; haciéndolo en medio de una escaramuza proveniente de unos 700 soldados y campesinos armados que los esperaban, cayendo herido el comandante en jefe Carl Magnus Stuart, su exprofesor y actual general de logística militar, que iba a su lado; cayendo además herido un oficial que iba a su otro costado.
Prontamente sus soldados redujeron las débiles defensas, retirándose los daneses en dirección a Copenhague. Las bajas suecas fueron un muerto y varios heridos, las danesas alcanzaron la cincuentena. Más tarde el mismo día, desembarcó una nueva oleada de tropas suecas, quedando la fuerza expedicionaria conformada por unos 4.900 soldados. Posteriormente desembarcaron regimientos de caballería, y para dos semanas más tarde, el ejército sueco en suelo danés llegaba a los 10.000 soldados.
Federico IV, ya enterado de la invasión sueca con anterioridad y de su posible ataque a Copenhague, decidió detenerla entrando en rápidas negociaciones, logrando un tratado de paz el 8 de agosto, conocido como el Tratado de Traventhal, reconociendo a Holstein-Gottorp y compensándolo económicamente además. Carlos XII, aunque un tanto frustrado, ya que en sus planes estaba la destrucción de la flota danesa anclada en Copenhague, aceptó la nueva situación y regresó a Suecia.
El 20 de agosto, Pedro I invadió Ingria, declarando la guerra a Suecia, -teniendo como objetivo el lograr establecer un puerto en el Mar Báltico-, poniendo poco después sitio a la fortaleza sueca en Narva.

## Su apariencia en 1716
El historiador Bengt Liljegren en su libro Karl XII i Lund ("Carlos XII en Lund"), lo describe de la siguiente forma durante la permanencia del rey en Lund:
Tenía 34 años, su cabellera comenzaba a ralear sobre su frente y no tenía la agilidad de antes. Cojeaba levemente debido a su antigua fractura del fémur, pero aún se mantenía erguido como en su juventud. Era delgado, de hombros anchos, y alto para su época, 1,75 de altura. Su rostro estaba marcado por el sarampión que sufrió en su niñez, la nariz aguileña y grande, su característico labio inferior saliente. Sus ojos eran azules, con el derecho un poco más abierto que el izquierdo, lo que le daba a su mirada un tono inquisitivo persistente. Su cabello era castaño oscuro y lo usaba corto, peinado hacia arriba. Sus sienes empezaban a encanecer.
Sus ropas eran simples, en relación a su posición social. Una casaca militar azul con botones de bronce dorado, chaleco y pantalones de cuero amarillo, bufanda negra, tricornio negro con un botón dorado, guantes de esgrima hechos de cuero de ciervo, con la parte superior de cuero de alce, y sólidas botas negras altas de caballería, con espuelas de hierro. Un bálteo de cuero de ciervo a la cintura, con una espada larga de empuñadura de bronce dorado.

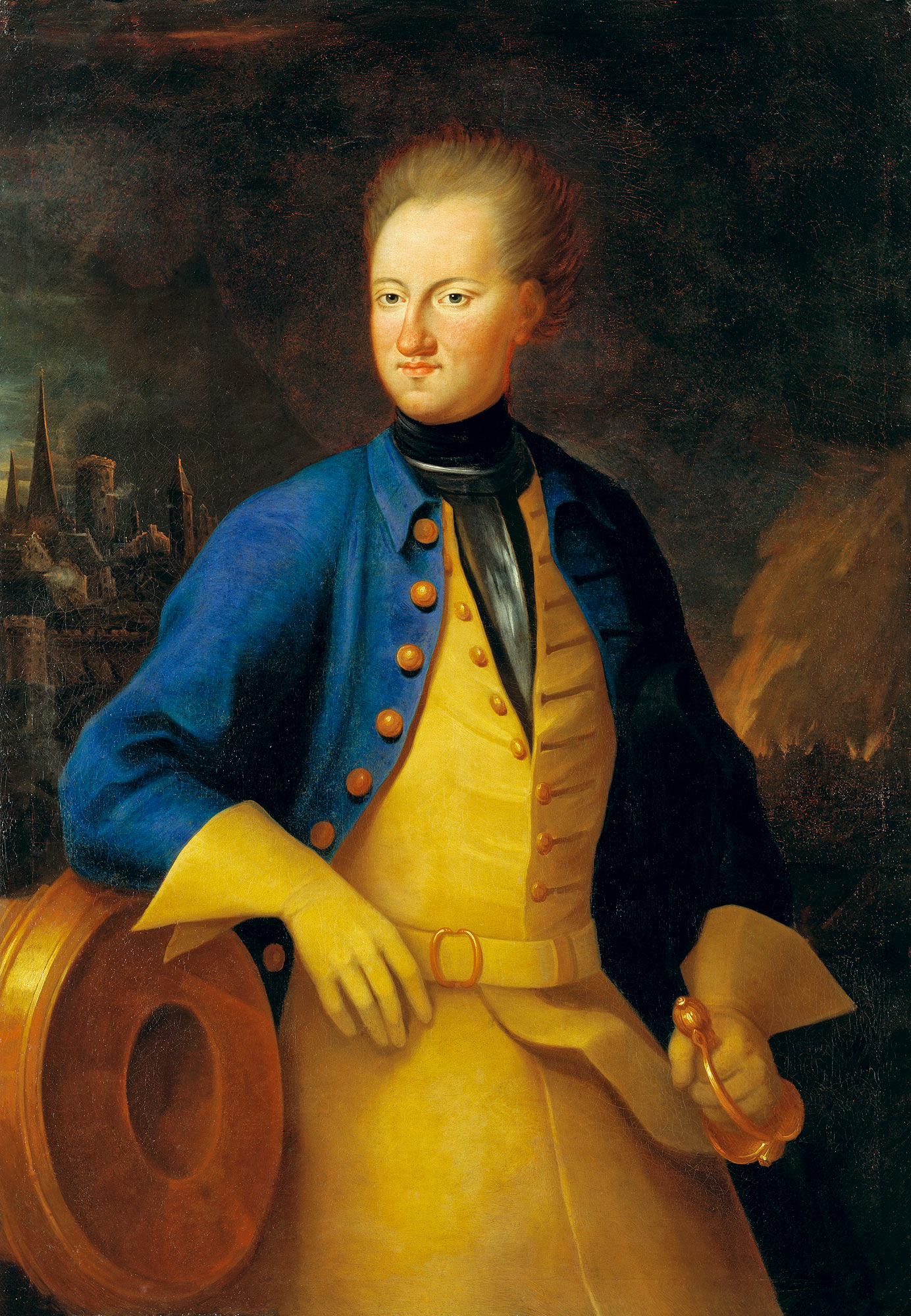
Carlos XII de Suecia. Obra de Acel Sparre

El historiador noruego Alf E. Bjerke en su libro Karl XII i Norge 1716 – Det glömda fältåget ("Carlos XII en Noruega 1716: La campaña militar olvidada"), cita al pastor parroquial noruego, Søren Hagerup , en cuya casa durmió el rey, que describió así sus impresiones:
Es realmente la misma persona que ví en el año 1700 en Halland, aunque muy cambiado, su cara es más gruesa y sus manos completamente morenas. El cabello es más escaso que entonces. En la coronilla ha desaparecido, y al lado de las orejas comienza a ser gris. Es indulgente cuando habla con todos, pero difícil de entender, aunque su habla es común. Sonríe siempre, sea lo que sea lo que se hable. Su devoción y espíritu los ha demostrado cuando, arrodillado, cumple con sus oraciones en la mañana y en la noche. Por lo demás se comporta como un soberano. Sus ropas no se pueden diferenciar de las de su más simple jinete, ya que sus pantalones, casaca y capa, los primeros de cuero y la última de tela azul ordinaria, están agujereados. Tiene una rotura en su casaca, la cual según el mismo contó, la había recibido de Kruse (1), cuya valentía elogió grandemente. Su servidumbre se compone de 2 cocineros y un camarero, llamado Mandelstjerna. Su comportamiento es sencillo y sin afectación. Es inquieto y parece volar más que caminar, y no se quita nunca la capa y tiene una herida molesta en el fémur. La nariz le moquea permanentemente (2), y no se le puede dirigir la palabra cuando come, porque se arroja sobre la comida más como un desquiciado que como un rey. Exactamente a las 11 de la noche ha comido con el general mayor Delwick (3) y el coronel Löwen (4), ambos sus favoritos. Exactamente a la 1 de la madrugada se ha acostado, con botas y espuelas, espada y capa, sobre un montón de heno. Así se cuenta que siempre lo hace, y Delwick con él. Su bebida en mi casa no fue otra cosa que agua fría y sin hervir, pero no hubo problema con la comida. Exactamente a las 4 de la mañana estaba en pie nuevamente. Esto conforme a la verdad asegura Søren Hagerup.
- (4) El coronel Axel Löwen, cercano al rey desde su estadía en Bendery.

## Política
Sobre su política, que casi en su totalidad era exterior, se sabe poco. Como rey absolutista la política de su reino dependía directamente de él, y su personalidad. Sus biógrafos le suelen atribuir un carácter terco, nacionalista, reservado, osado, valiente, religioso y de costumbres sencillas (solía vestir un uniforme).
Se cree que él veía el futuro de Suecia en la conquista del Este. Para eso se requería mantener al archirrival, Dinamarca, en jaque con los reinos alemanes y hacer de Polonia un vasallo. El soberano menospreciaba al más peligroso de sus enemigos, el Imperio ruso, y es por eso que lo dejó para el final de su campaña militar expansionista.
Era visto por algunos como el salvador del Imperio sueco; se dice que tenía una gran capacidad para convencer a sus súbditos para hacer sacrificios. Pero, para otros, fue el que llevó a Suecia a los límites de sus capacidades a una guerra imposible de ganar. Esto era obvio, ya que por sus recursos, el Imperio ruso llegaría finalmente a ocupar el lugar de potencia que Suecia poseía. El fin del conflicto se firmó en el Tratado de Nystad en 1721, tres años después de su muerte.

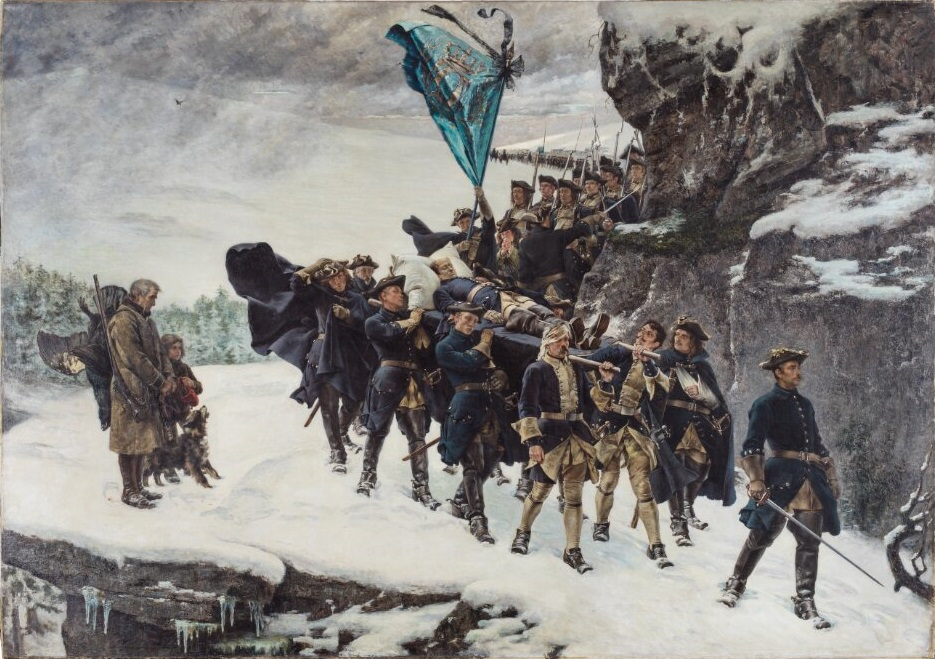
Traslado del cadáver de Carlos XII de Suecia. Obra de Gustaf Cederström

Tras la derrota en la batalla de Poltava, se refugió en el Imperio otomano bajo la protección del sultán Ahmed III y vivió en la ciudad de Bender (actual Tighina, en Moldavia) hasta 1714. Su intromisión en la política exterior del Imperio otomano logró hacer estallar un conflicto militar contra el Imperio ruso. A pesar de su victoria, la campaña militar provocó descontento entre los otomanos, lo que hizo a Carlos decidirse a abandonar la zona. El 11 de noviembre del mismo año, tras cruzar Europa durante 14 días, llegó a Pomerania, posesión territorial sueca en ese entonces. Allí fue recibido por el barón Georg Heinrich von Görtz, a quien Carlos XII convertiría en primer ministro de Suecia en 1716, mientras continuaba con su política militar. El rey reorganizó su ejército e inició una campaña militar contra Federico IV de Dinamarca, rey de Dinamarca y Noruega.
En octubre de 1718, Carlos XII invadió Noruega y comenzó el asedio de la fortaleza de Fredriksten, en Halden, Noruega.
Allí encontraría la muerte, al recibir el 30 de noviembre de 1718, un disparo en la cabeza durante una inspección nocturna de las trincheras. No se sabe con claridad el origen del disparo, lo que ha originado muchas investigaciones y teorías.
Con la muerte del rey, el ejército sueco regresó a su país, y el 25 de diciembre de 1718 su hermana Ulrica Leonor fue proclamada reina de Suecia.

## Frases célebres
- "Nunca daría comienzo a una guerra injusta, pero tampoco daría por finalizada una legítima, excepto derrotando a mis enemigos."
- "Voy a expulsar a los moscovitas a Asia de donde provienen"
- "Esta será desde ahora mi música" dicho al escuchar los cañonazos en su primera campaña militar.

## El legado de Carlos

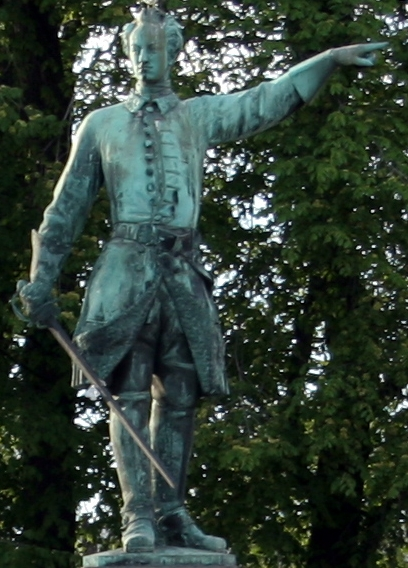
Estatua de Carlos XII en la Plaza de Carlos XII, Estocolmo.

- Con su muerte termina el periodo imperial de Suecia, y comienza el Imperio ruso a elevarse como potencia en Europa. Suecia cede a este último, las provincias de: Carelia, Livonia, Estonia e Ingria (Ingermanland), donde los rusos habían fundado San Petersburgo en 1703.
- Carlos XII, dejó las arcas de Suecia vacías, y al país, desgastado después de 18 años de guerra. Asimismo abrió paso a la llamada "Época de la libertad" en Suecia, que reducía el poder del monarca y desarrollaba el parlamentarismo. En esta época, que duraría hasta 1772, Suecia fue considerada por Voltaire como el Estado más libre del mundo.
- Dio inicio a los anhelos de anexión sobre Noruega, que se concretarían en 1814 y terminarían en 1905.
- Se convirtió en objeto de admiración de varios reyes posteriores, entre ellos Gustavo III. Luego durante la época del nacionalismo pasaría a ser un símbolo de la fuerza de la nación. Hoy en día es visto con nostalgia y admiración por grupos nacionalistas.

## Ancestros
| \| \| \| \| \| \| \| \| \| \| \| \| \| \| \| \| \| \| \| \| 16. Conde Palatino Juan I de Zweibrücken \| \| \| \| \| \| \| \| \| \| \| \| \| \| \| \| \| \| \| \| \| \| \| \| \| \| \| \| \| \| \| \| \| \| \| \| \| \| \| \| \| \| \| \| \| \| \| \| \| \| \| \| \| \| 8. Conde Palatino Juan Casimiro de Zweibrücken-Kleeburg \| \| \| \| \| \| \| \| \| \| \| \| \| \| \| \| \| \| \| \| \| \| \| \| \| \| \| \| \| \| \| \| \| \| \| \| \| \| \| \| \| \| \| \| \| \| \| \| \| \| \| \| \| \| 17. Magdalena de Jülich-Cléveris-Berg \| \| \| \| \| \| \| \| \| \| \| \| \| \| \| \| \| \| \| \| \| \| \| \| \| \| \| \| \| \| \| \| \| \| \| \| \| \| \| \| \| \| \| \| \| \| \| \| \| \| \| \| \| \| 4. Carlos X Gustavo de Suecia \| \| \| \| \| \| \| \| \| \| \| \| \| \| \| \| \| \| \| \| \| \| \| \| \| \| \| \| \| \| \| \| \| \| \| \| \| \| \| \| \| \| \| \| \| \| \| \| \| \| \| \| \| \| 18. Carlos IX de Suecia \| \| \| \| \| \| \| \| \| \| \| \| \| \| \| \| \| \| \| \| \| \| \| \| \| \| \| \| \| \| \| \| \| \| \| \| \| \| \| \| \| \| \| \| \| \| \| \| \| \| \| \| \| \| 9. Catalina de Suecia \| \| \| \| \| \| \| \| \| \| \| \| \| \| \| \| \| \| \| \| \| \| \| \| \| \| \| \| \| \| \| \| \| \| \| \| \| \| \| \| \| \| \| \| \| \| \| \| \| \| \| \| \| \| 19. Ana María del Palatinado-Simmern \| \| \| \| \| \| \| \| \| \| \| \| \| \| \| \| \| \| \| \| \| \| \| \| \| \| \| \| \| \| \| \| \| \| \| \| \| \| \| \| \| \| \| \| \| \| \| \| \| \| \| \| \| \| 2. Carlos XI de Suecia \| \| \| \| \| \| \| \| \| \| \| \| \| \| \| \| \| \| \| \| \| \| \| \| \| \| \| \| \| \| \| \| \| \| \| \| \| \| \| \| \| \| \| \| \| \| \| \| \| \| \| \| \| \| 20. Duque Juan Adolfo de Holstein-Gottorp \| \| \| \| \| \| \| \| \| \| \| \| \| \| \| \| \| \| \| \| \| \| \| \| \| \| \| \| \| \| \| \| \| \| \| \| \| \| \| \| \| \| \| \| \| \| \| \| \| \| \| \| \| \| 10. Duque Federico III de Holstein-Gottorp \| \| \| \| \| \| \| \| \| \| \| \| \| \| \| \| \| \| \| \| \| \| \| \| \| \| \| \| \| \| \| \| \| \| \| \| \| \| \| \| \| \| \| \| \| \| \| \| \| \| \| \| \| \| 21. Augusta de Dinamarca \| \| \| \| \| \| \| \| \| \| \| \| \| \| \| \| \| \| \| \| \| \| \| \| \| \| \| \| \| \| \| \| \| \| \| \| \| \| \| \| \| \| \| \| \| \| \| \| \| \| \| \| \| \| 5. Eduviges Leonor de Holstein-Gottorp \| \| \| \| \| \| \| \| \| \| \| \| \| \| \| \| \| \| \| \| \| \| \| \| \| \| \| \| \| \| \| \| \| \| \| \| \| \| \| \| \| \| \| \| \| \| \| \| \| \| \| \| \| \| 22. Elector Juan Jorge I de Sajonia \| \| \| \| \| \| \| \| \| \| \| \| \| \| \| \| \| \| \| \| \| \| \| \| \| \| \| \| \| \| \| \| \| \| \| \| \| \| \| \| \| \| \| \| \| \| \| \| \| \| \| \| \| \| 11. María Isabel de Sajonia \| \| \| \| \| \| \| \| \| \| \| \| \| \| \| \| \| \| \| \| \| \| \| \| \| \| \| \| \| \| \| \| \| \| \| \| \| \| \| \| \| \| \| \| \| \| \| \| \| \| \| \| \| \| 23. Magdalena Sibila de Prusia \| \| \| \| \| \| \| \| \| \| \| \| \| \| \| \| \| \| \| \| \| \| \| \| \| \| \| \| \| \| \| \| \| \| \| \| \| \| \| \| \| \| \| \| \| \| \| \| \| \| \| \| \| \| 1. Carlos XII de Suecia \| \| \| \| \| \| \| \| \| \| \| \| \| \| \| \| \| \| \| \| \| \| \| \| \| \| \| \| \| \| \| \| \| \| \| \| \| \| \| \| \| \| \| \| \| \| \| \| \| \| \| \| \| \| 24. Federico II de Dinamarca \| \| \| \| \| \| \| \| \| \| \| \| \| \| \| \| \| \| \| \| \| \| \| \| \| \| \| \| \| \| \| \| \| \| \| \| \| \| \| \| \| \| \| \| \| \| \| \| \| \| \| \| \| \| 12. Cristián IV de Dinamarca \| \| \| \| \| \| \| \| \| \| \| \| \| \| \| \| \| \| \| \| \| \| \| \| \| \| \| \| \| \| \| \| \| \| \| \| \| \| \| \| \| \| \| \| \| \| \| \| \| \| \| \| \| \| 25. Sofía de Mecklemburgo-Güstrow \| \| \| \| \| \| \| \| \| \| \| \| \| \| \| \| \| \| \| \| \| \| \| \| \| \| \| \| \| \| \| \| \| \| \| \| \| \| \| \| \| \| \| \| \| \| \| \| \| \| \| \| \| \| 6. Federico III de Dinamarca \| \| \| \| \| \| \| \| \| \| \| \| \| \| \| \| \| \| \| \| \| \| \| \| \| \| \| \| \| \| \| \| \| \| \| \| \| \| \| \| \| \| \| \| \| \| \| \| \| \| \| \| \| \| 26. Elector Joaquín Federico de Brandeburgo \| \| \| \| \| \| \| \| \| \| \| \| \| \| \| \| \| \| \| \| \| \| \| \| \| \| \| \| \| \| \| \| \| \| \| \| \| \| \| \| \| \| \| \| \| \| \| \| \| \| \| \| \| \| 13. Ana Catalina de Brandeburgo \| \| \| \| \| \| \| \| \| \| \| \| \| \| \| \| \| \| \| \| \| \| \| \| \| \| \| \| \| \| \| \| \| \| \| \| \| \| \| \| \| \| \| \| \| \| \| \| \| \| \| \| \| \| 27. Catalina de Brandeburgo-Küstrin \| \| \| \| \| \| \| \| \| \| \| \| \| \| \| \| \| \| \| \| \| \| \| \| \| \| \| \| \| \| \| \| \| \| \| \| \| \| \| \| \| \| \| \| \| \| \| \| \| \| \| \| \| \| 3. Ulrica Leonor de Dinamarca \| \| \| \| \| \| \| \| \| \| \| \| \| \| \| \| \| \| \| \| \| \| \| \| \| \| \| \| \| \| \| \| \| \| \| \| \| \| \| \| \| \| \| \| \| \| \| \| \| \| \| \| \| \| 28. Duque Guillermo de Brunswick-Luneburgo \| \| \| \| \| \| \| \| \| \| \| \| \| \| \| \| \| \| \| \| \| \| \| \| \| \| \| \| \| \| \| \| \| \| \| \| \| \| \| \| \| \| \| \| \| \| \| \| \| \| \| \| \| \| 14. Duque Jorge de Brunswick-Luneburgo \| \| \| \| \| \| \| \| \| \| \| \| \| \| \| \| \| \| \| \| \| \| \| \| \| \| \| \| \| \| \| \| \| \| \| \| \| \| \| \| \| \| \| \| \| \| \| \| \| \| \| \| \| \| 29. Dorotea de Dinamarca \| \| \| \| \| \| \| \| \| \| \| \| \| \| \| \| \| \| \| \| \| \| \| \| \| \| \| \| \| \| \| \| \| \| \| \| \| \| \| \| \| \| \| \| \| \| \| \| \| \| \| \| \| \| 7. Sofía Amalia de Brunswick-Luneburgo \| \| \| \| \| \| \| \| \| \| \| \| \| \| \| \| \| \| \| \| \| \| \| \| \| \| \| \| \| \| \| \| \| \| \| \| \| \| \| \| \| \| \| \| \| \| \| \| \| \| \| \| \| \| 30. Landgrave Luis V de Hesse-Darmstadt \| \| \| \| \| \| \| \| \| \| \| \| \| \| \| \| \| \| \| \| \| \| \| \| \| \| \| \| \| \| \| \| \| \| \| \| \| \| \| \| \| \| \| \| \| \| \| \| \| \| \| \| \| \| 15. Ana Leonor de Hesse-Darmstadt \| \| \| \| \| \| \| \| \| \| \| \| \| \| \| \| \| \| \| \| \| \| \| \| \| \| \| \| \| \| \| \| \| \| \| \| \| \| \| \| \| \| \| \| \| \| \| \| \| \| \| \| \| \| 31. Magdalena de Brandeburgo \| \| \| \| \| \| \| \| \| \| \| \| \| \| \| \| \| \| \| \| \| \| \| \| \| \| \| \| \| \| \| \| \| \| \| \| \| \| \| \| \| \| \| \| \| \| \| \| \| \| \| \| |                                                         |  |  |  |  |  |  |  |  |  |  |  |  |  |  |  |
| |                                                         |  |  |  |  |  |  |  |  |  |  |  |  |  |  |  |
| | 16. Conde Palatino Juan I de Zweibrücken                |  |  |  |  |  |  |  |  |  |  |  |  |  |  |  |
| |                                                         |  |  |  |  |  |  |  |  |  |  |  |  |  |  |  |
| |                                                         |  |  |  |  |  |  |  |  |  |  |  |  |  |  |  |
| | 8. Conde Palatino Juan Casimiro de Zweibrücken-Kleeburg |  |  |  |  |  |  |  |  |  |  |  |  |  |  |  |
| |                                                         |  |  |  |  |  |  |  |  |  |  |  |  |  |  |  |
| |                                                         |  |  |  |  |  |  |  |  |  |  |  |  |  |  |  |
| | 17. Magdalena de Jülich-Cléveris-Berg                   |  |  |  |  |  |  |  |  |  |  |  |  |  |  |  |
| |                                                         |  |  |  |  |  |  |  |  |  |  |  |  |  |  |  |
| |                                                         |  |  |  |  |  |  |  |  |  |  |  |  |  |  |  |
| | 4. Carlos X Gustavo de Suecia                           |  |  |  |  |  |  |  |  |  |  |  |  |  |  |  |
| |                                                         |  |  |  |  |  |  |  |  |  |  |  |  |  |  |  |
| |                                                         |  |  |  |  |  |  |  |  |  |  |  |  |  |  |  |
| | 18. Carlos IX de Suecia                                 |  |  |  |  |  |  |  |  |  |  |  |  |  |  |  |
| |                                                         |  |  |  |  |  |  |  |  |  |  |  |  |  |  |  |
| |                                                         |  |  |  |  |  |  |  |  |  |  |  |  |  |  |  |
| | 9. Catalina de Suecia                                   |  |  |  |  |  |  |  |  |  |  |  |  |  |  |  |
| |                                                         |  |  |  |  |  |  |  |  |  |  |  |  |  |  |  |
| |                                                         |  |  |  |  |  |  |  |  |  |  |  |  |  |  |  |
| | 19. Ana María del Palatinado-Simmern                    |  |  |  |  |  |  |  |  |  |  |  |  |  |  |  |
| |                                                         |  |  |  |  |  |  |  |  |  |  |  |  |  |  |  |
| |                                                         |  |  |  |  |  |  |  |  |  |  |  |  |  |  |  |
| | 2. Carlos XI de Suecia                                  |  |  |  |  |  |  |  |  |  |  |  |  |  |  |  |
| |                                                         |  |  |  |  |  |  |  |  |  |  |  |  |  |  |  |
| |                                                         |  |  |  |  |  |  |  |  |  |  |  |  |  |  |  |
| | 20. Duque Juan Adolfo de Holstein-Gottorp               |  |  |  |  |  |  |  |  |  |  |  |  |  |  |  |
| |                                                         |  |  |  |  |  |  |  |  |  |  |  |  |  |  |  |
| |                                                         |  |  |  |  |  |  |  |  |  |  |  |  |  |  |  |
| | 10. Duque Federico III de Holstein-Gottorp              |  |  |  |  |  |  |  |  |  |  |  |  |  |  |  |
| |                                                         |  |  |  |  |  |  |  |  |  |  |  |  |  |  |  |
| |                                                         |  |  |  |  |  |  |  |  |  |  |  |  |  |  |  |
| | 21. Augusta de Dinamarca                                |  |  |  |  |  |  |  |  |  |  |  |  |  |  |  |
| |                                                         |  |  |  |  |  |  |  |  |  |  |  |  |  |  |  |
| |                                                         |  |  |  |  |  |  |  |  |  |  |  |  |  |  |  |
| | 5. Eduviges Leonor de Holstein-Gottorp                  |  |  |  |  |  |  |  |  |  |  |  |  |  |  |  |
| |                                                         |  |  |  |  |  |  |  |  |  |  |  |  |  |  |  |
| |                                                         |  |  |  |  |  |  |  |  |  |  |  |  |  |  |  |
| | 22. Elector Juan Jorge I de Sajonia                     |  |  |  |  |  |  |  |  |  |  |  |  |  |  |  |
| |                                                         |  |  |  |  |  |  |  |  |  |  |  |  |  |  |  |
| |                                                         |  |  |  |  |  |  |  |  |  |  |  |  |  |  |  |
| | 11. María Isabel de Sajonia                             |  |  |  |  |  |  |  |  |  |  |  |  |  |  |  |
| |                                                         |  |  |  |  |  |  |  |  |  |  |  |  |  |  |  |
| |                                                         |  |  |  |  |  |  |  |  |  |  |  |  |  |  |  |
| | 23. Magdalena Sibila de Prusia                          |  |  |  |  |  |  |  |  |  |  |  |  |  |  |  |
| |                                                         |  |  |  |  |  |  |  |  |  |  |  |  |  |  |  |
| |                                                         |  |  |  |  |  |  |  |  |  |  |  |  |  |  |  |
| | 1. Carlos XII de Suecia                                 |  |  |  |  |  |  |  |  |  |  |  |  |  |  |  |
| |                                                         |  |  |  |  |  |  |  |  |  |  |  |  |  |  |  |
| |                                                         |  |  |  |  |  |  |  |  |  |  |  |  |  |  |  |
| | 24. Federico II de Dinamarca                            |  |  |  |  |  |  |  |  |  |  |  |  |  |  |  |
| |                                                         |  |  |  |  |  |  |  |  |  |  |  |  |  |  |  |
| |                                                         |  |  |  |  |  |  |  |  |  |  |  |  |  |  |  |
| | 12. Cristián IV de Dinamarca                            |  |  |  |  |  |  |  |  |  |  |  |  |  |  |  |
| |                                                         |  |  |  |  |  |  |  |  |  |  |  |  |  |  |  |
| |                                                         |  |  |  |  |  |  |  |  |  |  |  |  |  |  |  |
| | 25. Sofía de Mecklemburgo-Güstrow                       |  |  |  |  |  |  |  |  |  |  |  |  |  |  |  |
| |                                                         |  |  |  |  |  |  |  |  |  |  |  |  |  |  |  |
| |                                                         |  |  |  |  |  |  |  |  |  |  |  |  |  |  |  |
| | 6. Federico III de Dinamarca                            |  |  |  |  |  |  |  |  |  |  |  |  |  |  |  |
| |                                                         |  |  |  |  |  |  |  |  |  |  |  |  |  |  |  |
| |                                                         |  |  |  |  |  |  |  |  |  |  |  |  |  |  |  |
| | 26. Elector Joaquín Federico de Brandeburgo             |  |  |  |  |  |  |  |  |  |  |  |  |  |  |  |
| |                                                         |  |  |  |  |  |  |  |  |  |  |  |  |  |  |  |
| |                                                         |  |  |  |  |  |  |  |  |  |  |  |  |  |  |  |
| | 13. Ana Catalina de Brandeburgo                         |  |  |  |  |  |  |  |  |  |  |  |  |  |  |  |
| |                                                         |  |  |  |  |  |  |  |  |  |  |  |  |  |  |  |
| |                                                         |  |  |  |  |  |  |  |  |  |  |  |  |  |  |  |
| | 27. Catalina de Brandeburgo-Küstrin                     |  |  |  |  |  |  |  |  |  |  |  |  |  |  |  |
| |                                                         |  |  |  |  |  |  |  |  |  |  |  |  |  |  |  |
| |                                                         |  |  |  |  |  |  |  |  |  |  |  |  |  |  |  |
| | 3. Ulrica Leonor de Dinamarca                           |  |  |  |  |  |  |  |  |  |  |  |  |  |  |  |
| |                                                         |  |  |  |  |  |  |  |  |  |  |  |  |  |  |  |
| |                                                         |  |  |  |  |  |  |  |  |  |  |  |  |  |  |  |
| | 28. Duque Guillermo de Brunswick-Luneburgo              |  |  |  |  |  |  |  |  |  |  |  |  |  |  |  |
| |                                                         |  |  |  |  |  |  |  |  |  |  |  |  |  |  |  |
| |                                                         |  |  |  |  |  |  |  |  |  |  |  |  |  |  |  |
| | 14. Duque Jorge de Brunswick-Luneburgo                  |  |  |  |  |  |  |  |  |  |  |  |  |  |  |  |
| |                                                         |  |  |  |  |  |  |  |  |  |  |  |  |  |  |  |
| |                                                         |  |  |  |  |  |  |  |  |  |  |  |  |  |  |  |
| | 29. Dorotea de Dinamarca                                |  |  |  |  |  |  |  |  |  |  |  |  |  |  |  |
| |                                                         |  |  |  |  |  |  |  |  |  |  |  |  |  |  |  |
| |                                                         |  |  |  |  |  |  |  |  |  |  |  |  |  |  |  |
| | 7. Sofía Amalia de Brunswick-Luneburgo                  |  |  |  |  |  |  |  |  |  |  |  |  |  |  |  |
| |                                                         |  |  |  |  |  |  |  |  |  |  |  |  |  |  |  |
| |                                                         |  |  |  |  |  |  |  |  |  |  |  |  |  |  |  |
| | 30. Landgrave Luis V de Hesse-Darmstadt                 |  |  |  |  |  |  |  |  |  |  |  |  |  |  |  |
| |                                                         |  |  |  |  |  |  |  |  |  |  |  |  |  |  |  |
| |                                                         |  |  |  |  |  |  |  |  |  |  |  |  |  |  |  |
| | 15. Ana Leonor de Hesse-Darmstadt                       |  |  |  |  |  |  |  |  |  |  |  |  |  |  |  |
| |                                                         |  |  |  |  |  |  |  |  |  |  |  |  |  |  |  |
| |                                                         |  |  |  |  |  |  |  |  |  |  |  |  |  |  |  |
| | 31. Magdalena de Brandeburgo                            |  |  |  |  |  |  |  |  |  |  |  |  |  |  |  |
| |                                                         |  |  |  |  |  |  |  |  |  |  |  |  |  |  |  |
| |                                                         |  |  |  |  |  |  |  |  |  |  |  |  |  |  |  |

## Carlos XII en la cultura popular

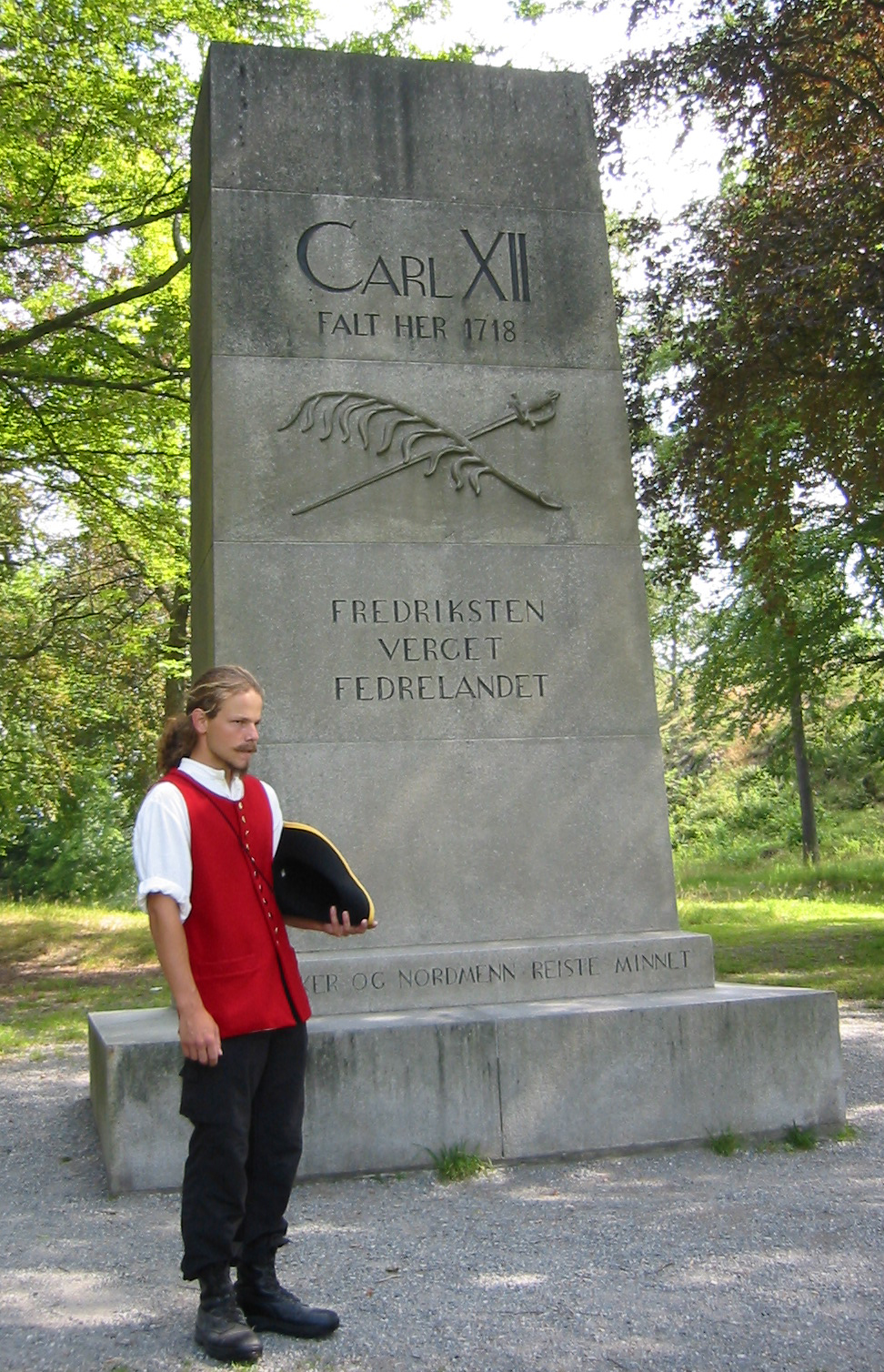
Monumento a Carlos Ⅻ en la fortaleza Fredriksten, Halden.

### Películas
- En la película sueca Carl XII:s kurir (El correo de Carlos XII) de 1924.
- En las películas épicas suecas Karl XII y Karl XII segunda parte (1925).
- En la película rusa El sirviente del soberano (2007).
- En la película polaca Hrabina Cosel de 1968.
- En la comedia Kalabaliken i Bender de 1983.
- En la película alemana Epitaph für einen König.
- En la película para televisión de Alemania Oriental, Sachsen Glanz und Preußens Gloria.
- En la película ucraniana Molitva za hetmana Mazepu de 2002.

### Series de televisión
- En los EE. UU. la cadena NBC presentó la miniserie de Pedro el Grande, ganadora de los premios Emmy.
- En el quinto episodio de la serie de ficción histórica sueca Nisse Hults historiska snedsteg.

### Música
- La banda de power metal Sabaton grabó en 2012 un álbum titulado Carolus Rex.